# Taylor Lapilus
Taylor Lapilus (ur. 8 kwietnia 1992 w Villepinte) – francuski zawodnik mieszanych sztuk walki (MMA). Były mistrz German MMA Championship w wadze piórkowej oraz były tymczasowy w wadze koguciej. Także były mistrz TKO Major League MMA i Ares FC w wadze koguciej. Były zawodnik UFC. Aktualnie związany jest z PFL.

## Życiorys
Urodzony i wychowany w Villepinte, Lapilus jako młodzieniec grał w piłkę nożną. Zanim zaczął trenować sztuki walki, przez krótki czas uczęszczał do college'u, gdzie studiował i przez pewien czas pracował jako spawacz.

## Kariera MMA

### Początki w UFC i zdobycie pasów w Niemczech
W latach 2015–2016 walczył dla największej organizacji MMA na świecie – Ultimate Fighting Championship. Jest on byłym mistrzem niemieckiej organizacji GMC w dwóch kategoriach wagowych. W marcu 2021 roku podpisał kontrakt z polską organizacją Fight Exclusive Night, jednak tam nie zadebiutował. 

### TKO Major League i Ares FC
24 maja 2019 roku zdobył mistrzostwo wagi koguciej kanadyjskiej organizacji TKO Major League MMA. W listopadzie 2019 roku ujawniono, że Lapilus podpisał kontrakt z nowo powstałą organizacją Ares Fighting Championship. Oczekiwano, że w swoim debiucie 14 grudnia 2019 roku zmierzy się przeciwko Bryanowi Carawayowi, jednak Caraway wycofał się z walki z powodu kontuzji i został zastąpiony przez Marcosa Breno. Lapilus wygrał walkę jednogłośną decyzją.
Druga edycja francuskiej gali Ares FC, na której wystąpił Lapilus odbyła się dopiero dwa lata później. W walce wieczoru tego wydarzenia zmierzył się z bardziej doświadczonym Wilsonem Reisem. Zwyciężył jednogłośną decyzją sędziów.
16 kwietnia 2022 podczas gali Ares FC 5 zdobył pas mistrzowski w wadze koguciej po pokonaniu przez techniczny nokaut w pierwszej rundzie Demarte'a Pena.

### Powrót do UFC
3 września 2022 roku, w powrocie do amerykańskiej organizacji miał zmierzyć się z Khalidem Taha, jednak Lapilus wycofał się na tydzień przed wydarzeniem z powodu złamania ręki. 
Prawie rok później miał zmierzyć się z Muinem Gafurovem na UFC Fight Night: Gane vs. Spivak w Paryżu. Po wycofaniu się Gafurowa z powodu problemów wizowych, nowym rywalem został niepokonany Irlandczyk, Caolán Loughran. Lapilus zwyciężył walkę przez jednogłośną decyzję sędziów.
13 stycznia 2024 roku na UFC Fight Night 234 zmierzył się z Faridem Basharatem. Przegrał walkę jednogłośną decyzją sędziów.
8 czerwca 2024 roku na UFC Fight Night: Cannonier vs. Imavov zmierzył się z Codym Stamannem. Po trzech rundach sędziowie punktowali jednogłośnie (3 x 30-27) dla zwycięzcy walki, którym został Lapilus.
Ponad trzy miesiące później na UFC Fight Night: Moicano vs. Saint Denis doszło do jego walki z Vince Moralesem. Ponownie zwyciężył jednogłośnie na kartach punktowych. Jego pierwotnym rywalem na tym wydarzeniu miał być Felipe Lima, który wypadł z nieznanych powodów.
27 lutego 2025 pojawiła się informacja, że Lapilus mimo bilansu 3 zwycięstw i 1 porażki został ponownie usunięty z listy zawodników UFC.

### PFL
W marcu 2025 roku, podpisał kontrakt z Professional Fighters League. Jego przeciwnikiem będzie mistrz PFL Mena, Ali Taleb. Pierwotnie do szwedzko-francuskiej konfrontacji miało dojść na majowej gali w Paryżu, jednak organizacja anulowała to wydarzenie. Starcie Taleb-Lapilus przeniesiono na galę PFL Europe 2025: Semifinals, która odbyła się 5 lipca 2025 w Brukseli. Lapilus po raz trzeci z rzędu zwyciężył jednogłośnie na punkty.

## Osiągnięcia

### Mieszane sztuki walki
- German MMA Championship
  - 2017-2018: Tymczasowy mistrz German MMA Championship w wadze piórkowej
  - 2018: Mistrz German MMA Championship w wadze koguciej
- TKO Major League MMA
  - 2019: Mistrz TKO Major League MMA w wadze koguciej[2]
- Ares Fighting Championship
  - 2022: Mistrz Ares FC w wadze koguciej[3]

## Lista zawodowych walk w MMA
| Wynik     | Bilans | Przeciwnik (bilans przed walką) | Rozstrzygnięcie                             | Runda | Czas | Rozgrywki                                                       | Data       | Miejsce        | Uwagi                                                                          |
| --------- | ------ | ------------------------------- | ------------------------------------------- | ----- | ---- | --------------------------------------------------------------- | ---------- | -------------- | ------------------------------------------------------------------------------ |
| Wygrana   | 22-4   | Ali Taleb (12-1)                | Decyzja (jednogłośna)                       | 3     | 5:00 | PFL Europe 2: Brussels 2025                                     | 05.07.2025 | Bruksela       | Debiut w PFL. Co-Main Event                                                    |
| Wygrana   | 21-4   | Vince Morales (16-7)            | Decyzja (jednogłośna)                       | 3     | 5:00 | UFC Fight Night: Moicano vs. Saint Denis                        | 28.09.2024 | Paryż          |                                                                                |
| Wygrana   | 20-4   | Cody Stamann (21-6-1)           | Decyzja (jednogłośna)                       | 3     | 5:00 | UFC Fight Night: Cannonier vs. Imavov                           | 08.06.2024 | Louisville     |                                                                                |
| Przegrana | 19-4   | Farid Basharat (11-0)           | Decyzja (jednogłośna)                       | 3     | 5:00 | UFC Fight Night: Ankalaev vs. Walker 2                          | 13.01.2024 | Las Vegas      |                                                                                |
| Wygrana   | 19-3   | Caolán Loughran (8-0)           | Decyzja (jednogłośna)                       | 3     | 5:00 | UFC Fight Night: Gane vs. Spivak                                | 02.09.2023 | Paryż          | Powrót do UFC.                                                                 |
| Wygrana   | 18-3   | Demarte Pena (11-0)             | TKO (ciosy pięściami)                       | 1     | 2:33 | Ares FC 5                                                       | 16.04.2022 | Paryż          | Zdobył pas mistrzowski Ares FC w wadze koguciej. Main Event                    |
| Wygrana   | 17-3   | Wilson Reis (24-11)             | Decyzja (jednogłośna)                       | 3     | 5:00 | Ares FC 2                                                       | 11.12.2021 | Paryż          | Main Event                                                                     |
| Wygrana   | 16-3   | Marcos Breno (12-1)             | Decyzja (jednogłośna)                       | 3     | 5:00 | Ares FC 1                                                       | 14.12.2019 | Dakar          |                                                                                |
| Wygrana   | 15-3   | Nathan Maness (10-0)            | TKO (ciosy pięściami w dosiadzie)           | 3     | 1:22 | TKO 48: Sousa vs Gane                                           | 24.05.2019 | Gatineau       | Zdobył pas mistrzowski TKO MMA Organisation w wadze koguciej. Co-Main Event    |
| Wygrana   | 14-3   | Josh Hill (16-2)                | Decyzja (niejednogłośna)                    | 3     | 5:00 | TKO 45: Jourdain Vs Morgan                                      | 07.12.2018 | Montreal       | Co-Main Event                                                                  |
| Przegrana | 13-3   | Denis Lavrentyev (5-1)          | Decyzja (jednogłośna)                       | 3     | 5:00 | RCC: Intro                                                      | 01.09.2018 | Jekaterynburg  |                                                                                |
| Wygrana   | 13-2   | Farbod Iran Nezhad (8-0-1)      | TKO (ciosy pięściami)                       | 1     | 2:16 | GMC 14                                                          | 24.02.2018 | Castrop-Rauxel | Zdobył pas mistrzowski German MMA Championship w wadze koguciej. Co-Main Event |
| Wygrana   | 12-2   | Ömer Solmaz (6-0)               | Decyzja (niejednogłośna)                    | 5     | 5:00 | GMC 13                                                          | 16.12.2017 | Düsseldorf     | Zdobył tymczasowy pas mistrzowski German MMA Championship w wadze piórkowej.   |
| Wygrana   | 11-2   | Leandro Issa (13-5)             | Decyzja (jednogłośna)                       | 3     | 5:00 | UFC Fight Night: Arlovski vs. Barnett                           | 03.09.2016 | Hamburg        |                                                                                |
| Przegrana | 10-2   | Erik Perez (14-6)               | Decyzja (jednogłośna)                       | 3     | 5:00 | The Ultimate Fighter Latin America 2 Finale: Magny vs. Gastelum | 21.11.2015 | Monterrey      |                                                                                |
| Wygrana   | 10-1   | Ulka Sasaki (18-2-2)            | TKO (ciosy pięściami)                       | 2     | 1:26 | UFC Fight Night: Jędrzejczyk vs. Penne                          | 20.06.2015 | Berlin         | Powrót do wagi koguciej.                                                       |
| Wygrana   | 9-1    | Rocky Lee (3-0)                 | Decyzja (jednogłośna)                       | 3     | 5:00 | UFC Fight Night: Gonzaga vs Cro Cop 2                           | 11.04.2015 | Kraków         | Debiut w UFC.                                                                  |
| Wygrana   | 8-1    | Cyril Ericher (1-0)             | Poddanie (duszenie gilotynowe)              | 1     | 2:58 | 100% Fight 22                                                   | 30.05.2014 | Aubervilliers  |                                                                                |
| Wygrana   | 7-1    | Osman Minbatirov (1-2-1)        | Decyzja (niejednogłośna)                    | 3     | 5:00 | Honor and Glory Fight Night 3                                   | 17.05.2014 | Béziers        |                                                                                |
| Wygrana   | 6-1    | Cyrille Dimbas (1-2)            | Poddanie (dźwignia prosta na staw łokciowy) | 1     | 3:41 | 100% Fight 19                                                   | 22.03.2014 | Aubervilliers  |                                                                                |
| Przegrana | 5-1    | Magomied Bibułatow (4-0)        | Decyzja (jednogłośna)                       | 3     | 5:00 | GEFC: Urban Legend Prestige 4                                   | 12.10.2013 | Villepinte     |                                                                                |
| Wygrana   | 5-0    | Nicolas Joannes (8-6)           | Poddanie                                    | 1     | 2:50 | Knock Out Championship 6                                        | 06.04.2013 | Cognac         |                                                                                |
| Wygrana   | 4-0    | Chresus Mokima (2-3)            | Poddanie (dźwignia prosta na staw łokciowy) | 2     | 1:34 | 100% Fight 13                                                   | 16.02.2013 | Aubervilliers  |                                                                                |
| Wygrana   | 3-0    | Steve Polifonte (3-1)           | Decyzja (jednogłośna)                       | 2     | 5:00 | 100% Fight: Contenders 16                                       | 10.11.2012 | Paryż          |                                                                                |
| Wygrana   | 2-0    | Souksavanh Khampasath (1-4-1)   | Poddanie (duszenie trójkątne rękoma)        | 1     | 0:43 | 100% Fight: Contenders 16                                       | 10.11.2012 | Paryż          |                                                                                |
| Wygrana   | 1-0    | Isa Abiev (0-0)                 | Poddanie (duszenie trójkątne rękoma)        | 1     | 3:35 | OFC 4                                                           | 31.03.2012 | Thoricourt     |                                                                                |